# Raik Zeigner
Raik Zeigner (* 23. März 1984) ist ein deutscher Koch.

## Leben

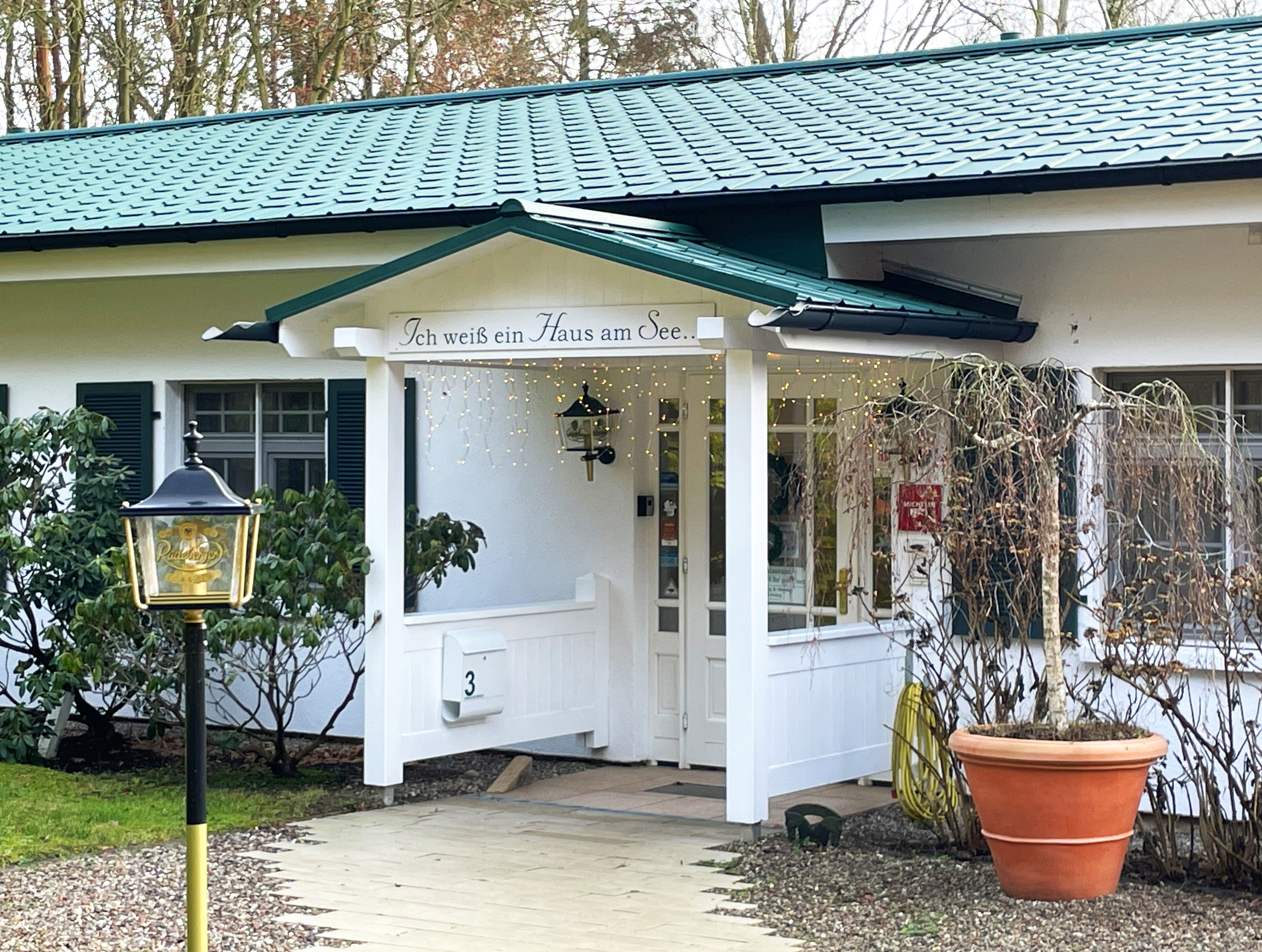
„Ich weiß ein Haus am See…“

Raik Zeigner wurde 1984 geboren und ist in Plau am See aufgewachsen. Er begann nach der Schule im Jahr 2000 eine Ausbildung zum Koch bei Michael Laumen in Krakow am See, der für seine Arbeit im Restaurant „Ich weiß ein Haus am See“ bereits mehrere Auszeichnungen erhalten hatte. Nach Beendigung der Ausbildung im Jahr 2003 kochte er sechs Monate in einem Landhotel im Engadin in der Schweiz und danach weitere sechs Monate am Tegernsee in Bayern. Im Jahr 2005 kehrte er nach Mecklenburg zurück und übernahm nach dem Weggang von Laumen den Posten des Küchenchefs im Restaurant „Ich weiß ein Haus am See“, in dem er nach klassischer französischer Küche mit regionalen Produkten kocht. Im Jahr 2007 verteidigte er als jüngster Küchenchef den Michelin-Stern für dieses Restaurant, im Jahr 2020 bereits zum 25. Mal.

## Auszeichnungen
- seit 2007: Ein Michelin-Stern für das Restaurant „Ich weiß ein Haus am See“.[5][6]
- 2006–2013: 14 Punkte, 2014–2020: 15 Punkte im Gault-Millau für das Restaurant „Ich weiß ein Haus am See“.[7]
- 2021: 16 Punkte im Gault-Millau für das Restaurant „Ich weiß ein Haus am See“.[8]
- 2021: drei Feinschmecker F.[9]